# Alchemy (jeu vidéo)
Pour les articles homonymes, voir Alchemy.
Alchemy est un jeu de puzzle sur PC développé par PopCap Games. Ce titre peut être joué en ligne gratuitement sur divers sites Web. L'achat d'une licence personnelle est également possible pour disposer de la version complète.

## Système de jeu
Le "plateau" du jeu est constitué d'un quadrillage initialement gris de 9 carreaux de large sur 8 de haut. Sur ce plateau, on peut disposer des runes choisies aléatoirement par l'ordinateur soit à côté d'une rune de la même forme, soit d'une rune de la même couleur (l'un n'excluant pas l'autre).
Lorsqu'on place une rune sur une case du plateau, le fond de cette case passe de gris à doré. Le but du jeu est de rendre doré le fond de l'intégralité du plateau. Lorsqu'une colonne ou une ligne complète du plateau est remplie, les runes disparaissent mais la teinte dorée persiste.
S'il est impossible de placer la rune courante, il est possible de s'en défausser dans une fiole disposée sur le côté de l'écran. Cependant, cette opération ne peut être effectuée que 3 fois consécutives avant de provoquer la fin de la partie.
La stratégie de ce jeu réside dans la capacité à choisir l'emplacement idéal pour la rune courante afin de maximiser la marge de manœuvre pour les runes suivantes.

## Aspect
Les symboles utilisés dans ce jeu sont des glyphes astrologiques (symboles du zodiaque) :
Bélier, Taureau, Gémeaux, Cancer, Lion, Vierge, Balance, Scorpion, Sagittaire, Capricorne, Verseau, Poissons.
Quelques-uns de ces glyphes n'apparaîtront que dans des niveaux élevés.